# Cerastoderma glaucum
Cerastoderma glaucum (Bruguière, 1789), conosciuto comunemente come cuore di laguna, è un mollusco bivalve della famiglia Cardiidae.

## Habitat e distribuzione
Tipica di acque poco profonde su fondali sabbiosi nell'Oceano Atlantico orientale e nel Mar Mediterraneo.

## Descrizione
Conchiglia di colore giallo bianco, talvolta marrone chiaro, curva, dalla tipica forma a cuore se osservata di profilo. Costolature molto pronunciate. Interno della conchiglia bianco latteo. Fino a circa 4 centimetri.

## Specie affini
Si distingue da C. edule per via della forma meno allungata e dalla conchiglia lucida.